# B12 (группа)
Это статья о музыкальном коллективе. О витамине: см. Витамин B12
B12 — английский техно-дуэт Майкла Голдинга (англ. Michael Golding) и Стива Раттера (англ. Steve Rutter), существовавший с 1991 по 1998 год и выпускавшийся на лейблах Warp и B12. Так же работали под псевдонимами Cmetric, Redcell, Musicology и некоторыми другими. В 1998 году дуэт объявил о полном прекращении своей деятельности. Однако же в 2007 году Майкл и Стив возобновили свою творческую деятельность - результатом чего стал выход сразу двух пластинок "Untitled" и "Slope".

## История
Запустив в 1991 году лейбл B12, Майкл Голдинг и Стив Раттер перенесли идеи детройтского техно на английскую землю. Лейбл стал одним из самых примечательных рекорд-компаний, которые эксплуатировали идеи «intellegent techno», бытовавшие в среде прогрессивных английских электронных музыкантов в начале 90-х. Наибольшего успеха дуэт добился под псевдонимом B12. Именно с этим проектом они дебютировали в знаменитой серии английского лейбла Warp «Artifical Intellegence», и свой первый альбом «Electro Soma» который вышел в 1993 году, они выпустили под тем же слоганом. Это была смесь IDM и детройтского техно — то что некоторые называли «электронная музыка для слушанья».
Через три года они выпустили свой второй альбом «Time Tourist», в котором уже значительно расширили свои стилистические рамки. Видно было влияние Black Dog Production, английской электронной музыки 60-х но меланхолия, что присутствует во всей их музыке, осталась как остался и привкус детройтского техно.
Свой последний релиз «3EP», который вышел все на том же Warp, музыканты сделали на основе музыки легендарных джазовых музыкантов Рона Картера (англ. Ron Carter), Дэйва Брубека и Джо Морелло (англ. Joe Morello).
Выпустив эту пластинку, музыканты объявили о том, что прекращают заниматься электронной музыкой и уходят со сцены.
Их молчание продолжалось 9 лет, и в 2007 году, на своём официальном веб-сайте, Голдинг и Раттер объявили о том что лейбл B12 вновь начинает функционировать — результатом чего стал выход сразу двух пластинок.

## Дискография

### Студийные альбомы
| Название                                                | Формат      | Лейбл                     | Номер в каталоге | Год  |
| ------------------------------------------------------- | ----------- | ------------------------- | ---------------- | ---- |
| Musicology (recorded as Musicology)                     | EP          | B12 Records               | B1201            | 1991 |
| Space Age EP (recorded as 2001)                         | EP          | B12 Records               | B1202            | 1991 |
| Outlook (recorded as Musicology)                        | EP          | B12 Records               | B1204            | 1992 |
| Redcell (recorded as Redcell)                           | EP          | B12 Records               | B1205            | 1992 |
| Hall of Mirrors (recorded as Musicology)                | EP          | B12 Records               | B1206            | 1992 |
| Retreat From Unpleasant Realities (recorded as Redcell) | EP          | B12 Records               | B1207            | 1992 |
| Interim Outerim (recorded as Redcell)                   | EP          | B12 Records               | B1208            | 1993 |
| Electro-Soma                                            | Album       | Warp Records              | WARPCD09         | 1993 |
| Prelude                                                 | Compilation | B12 Records               | B1209            | 1993 |
| Cmetric (recorded as Cmetric)                           | EP          | B12 Records               | B1210            | 1994 |
| untitled (recorded as Redcell)                          | EP          | B12 Records / ART Records | B1214.1          | 1995 |
| untitled (recorded as Redcell)                          | EP          | B12 Records / ART Records | B1214.2          | 1995 |
| Time Tourist                                            | Album       | Warp Records              | WARPCD37         | 1996 |
| 3EP                                                     | EP          | Warp Records              | WAP102           | 1998 |
| Practopia EP (recorded as Redcell)                      | EP          | B12 Records               | B1215            | 2007 |
| Slope EP                                                | EP          | B12 Records               | B1216            | 2007 |